# City Hall (Film)
City Hall ist ein amerikanischer Dokumentarfilm aus dem Jahr 2020, der von Frederick Wiseman gedreht, geschnitten und koproduziert wurde. Er beschäftigt sich mit der Regierung von Boston, Massachusetts. Der Film hatte seine Weltpremiere bei den 77. Internationalen Filmfestspielen von Venedig am 8. September 2020.

## Handlung
Der Film untersucht die Regierung von Boston, Massachusetts in den Bereichen Rassengerechtigkeit, Wohnungswesen, Klimaschutz und mehr. Wisemans Dokumentarfilme haben keinen Standarderzählungsbogen, keine Erzählung oder Interviews, sondern basieren auf der Beobachtung des organisatorischen Alltagslebens, in diesem Fall der Aktivitäten der Stadtverwaltung von Boston im Herbst 2018 und im Winter 2019. Ein Großteil des Films folgt Bürgermeister Marty Walsh bei Aktivitäten wie Treffen mit Hilfskräften, Ansprachen vor Wirtschaftsführern über die Auswirkungen des Klimawandels auf den Hafen, Anhören von Veteranen in der Faneuil Hall am 11. November, Beobachtung des Thanksgiving Day bei Goodwill Industries und Ansprache zur Lage der Stadt in der Symphony Hall. Ein zweites Hauptthema des Films sind öffentliche Bedienstete, die Menschen in Not helfen: die Task Force zur Verhinderung von Zwangsräumungen, eine weitere Task Force zur wirtschaftlichen Förderung von Latina-Frauen und ein Berater für wirtschaftliche Entwicklung, der mit einem ethnisch ausgerichteten Lebensmittelgeschäft zusammenarbeitet.
In zahlreichen Fällen beschweren sich der Bürgermeister und öffentliche Bedienstete über die Politik der Trump-Administration. In einem Interview für das Toronto International Film Festival sagt Wiseman: „City Hall ist ein Anti-Trump-Film, weil der Bürgermeister und die Leute, die für ihn arbeiten, an demokratische Normen glauben. Sie repräsentieren alles, wofür Donald Trump nicht steht“.

## Veröffentlichung
Der Film hatte seine Weltpremiere auf den Filmfestspielen von Venedig 2020 am 8. September 2020. Er wurde auf dem 2020 Toronto International Film Festival und dem New York Film Festival im September 2020 gezeigt und wird auf dem Internationalen Filmfestival Mannheim-Heidelberg im November 2020 zu sehen sein.

## Rezeption
Fast alle (98 Prozent) der bei Rotten Tomatoes aufgeführten Kritiken sind positiv bei einer durchschnittlichen Bewertung mit 8,7 von 10 möglichen Punkten.